# Victoria Baptiste
Victoria Baptiste (Maryland) es una enfermera y activista estadounidense que fue incluida en la lista 100 Women de la BBC en 2022. 

## Trayectoria
Baptiste comenzó trabajando como asistente médica, e inició sus estudios de enfermería en el Baltimore City Community College. Tiene un grado de enfermería de la Universidad de Chamberlain (Illinois).
Es conocida por su activismo entre la comunidad afroamericana, promoviendo campañas de medicina preventiva, tales como vacunas o revisiones médicas periódicas. Durante la pandemia de Covid-19 estuvo trabajando como enfermera a domicilio, administrando la vacuna a la población de Baltimore.
Baptiste es bisnieta de Henrietta Lacks, una mujer que murió de cáncer cervical en 1951, y cuyas células cancerígenas utilizaron los médicos — sin informarle ni a ella ni a la familia— para la investigación científica. Las Células HeLa, cultivadas en laboratorio, siguen siendo empleadas en investigación.

## Reconocimientos
En memoria de Lacks, la Organización Mundial de la Salud nombró a Victoria Baptiste, y a otros tres familiares, embajadores de buena voluntad para la eliminación del cáncer de cuello uterino. En 2022, Baptiste fue incluida en la lista 100 Women de la emisora británica BBC, que destaca las cien mujeres más inspiradoras e influyentes del mundo en ese año.